# Тёплый Стан (ландшафтный заказник)
Ландшафтный заказник «Тёплый стан» — особо охраняемая природная территория (ООПТ). Располагается в границах Юго-Западного административного округа города Москвы, район Тёплый Стан.
Площадь заказника составляет — 329,18 га.
Ландшафтный заказник «Тёплый Стан» образован постановлением Правительства Москвы от 21 июля 1998 г. N 564 «О мерах по развитию территорий природного комплекса Москвы».
В состав ООПТ входят участки, имеющие кадастровые номера 77:06:0007002:1867 и 77:06:0007009:1001. Квартал 21 (см. № 77:06:0009001:1008) по состоянию на 2019 год не является частью ООПТ.

## Историческая справка
Ландшафтный заказник «Тёплый Стан» часто считается парком или зоной отдыха, но, по сути, является естественным лесным массивом, оказавшимся в городской черте.

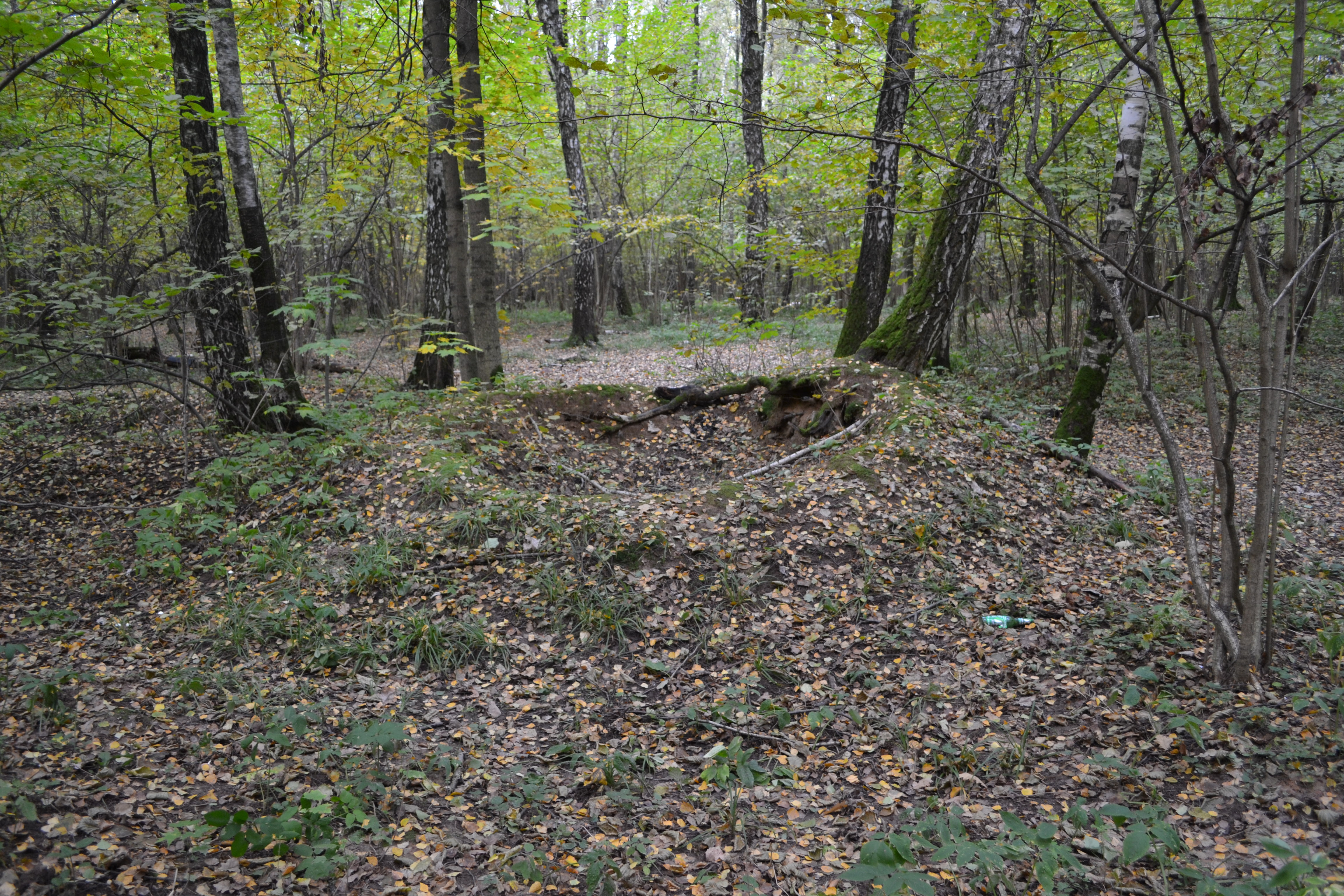
Курган вятичей на территории заказника Тёплый стан

Есть предположение, что первые поселения возникли здесь много веков назад — в VII—VIII веках нашей эры. Через несколько столетий на местах проживания славян-вятичей разместилось несколько русских поселений, о чём свидетельствуют группы курганов на берегах Кукринского ручья, датированных примерно XII—XIII веком, являющихся древними кладбищами, которые всё ещё можно различить в лесном массиве, и поселения.
Название заказника «Тёплый Стан» появилось на карте столицы совсем недавно. Ранее Теплостанский лес назывался Тропарёвским парком, так как исторически бо́льшая часть его территории относилась к большому старинному селу Тропарёво.
Родоначальником семейства Тропарёвых был, по-видимому, некий Иван Михайлович Тропарь, о котором есть такая запись в Троицкой летописи 1393 года: «Сентября в 21 день преставился Иван Михайлович, нарицаемый Тропарь, в бельцех и положен в своем монастыре на селе своем».
В середине XV века оно принадлежало сурожскому гостю Даниилу Салареву. От Даниила Саларева оно было унаследовано его сыном Фёдором, а в середине XVI века относилось к числу владений Тимофея Саларева, по-видимому, внука Даниила.
Вотчинники Тропарёвы в XVI веке передали село в московский Новодевичий монастырь, во владении которого Тропарёво пребывало два с лишним века.
Село Тропарёво находилось в двенадцати верстах от Москвы и немного севернее современной территории заказника Тёплый Стан. Также на территории заказника располагалась деревня Брюхово (позднее Брехово).
В 1910-е годы на территории, в настоящее время принадлежащей заказнику, образовался Ново-Дмитриевский посёлок, состоящий из нескольких хуторов. В посёлок вела дорога, продолжавшая главную улицу села Тропарёво; в настоящее время часть этой дороги — Теплостанский проезд — проходит по восточной части заказника. В конце 1930-х годов между Ново-Дмитровским посёлком и селом Тропарёво прошло Киевское шоссе (ныне — Ленинский проспект). В начале 1970-х годов почти все дома поселка снесены, а освобождённые территории стали активно застраивать жилыми кварталами. В оставшемся доме после перестройки располагается Тропарёвское лесничество. Сохранился также яблоневый сад. Вдоль Брёховского оврага располагалась деревня Брехово, полностью не сохранившаяся в процессе наступления города.
Проектом планировки ООПТ Ландшафтный заказник «Тёплый Стан» от 24 декабря 2002 года N 1034-ПП уточнены его границы.
В 2013—2014 годах была проведена реконструкция зоны отдыха «Тропарёво». С 8 июня по 21 июля 2016 года проводился открытый архитектурный конкурс на разработку проекта по её сохранению, развитию и благоустройству.

## Достопримечательности

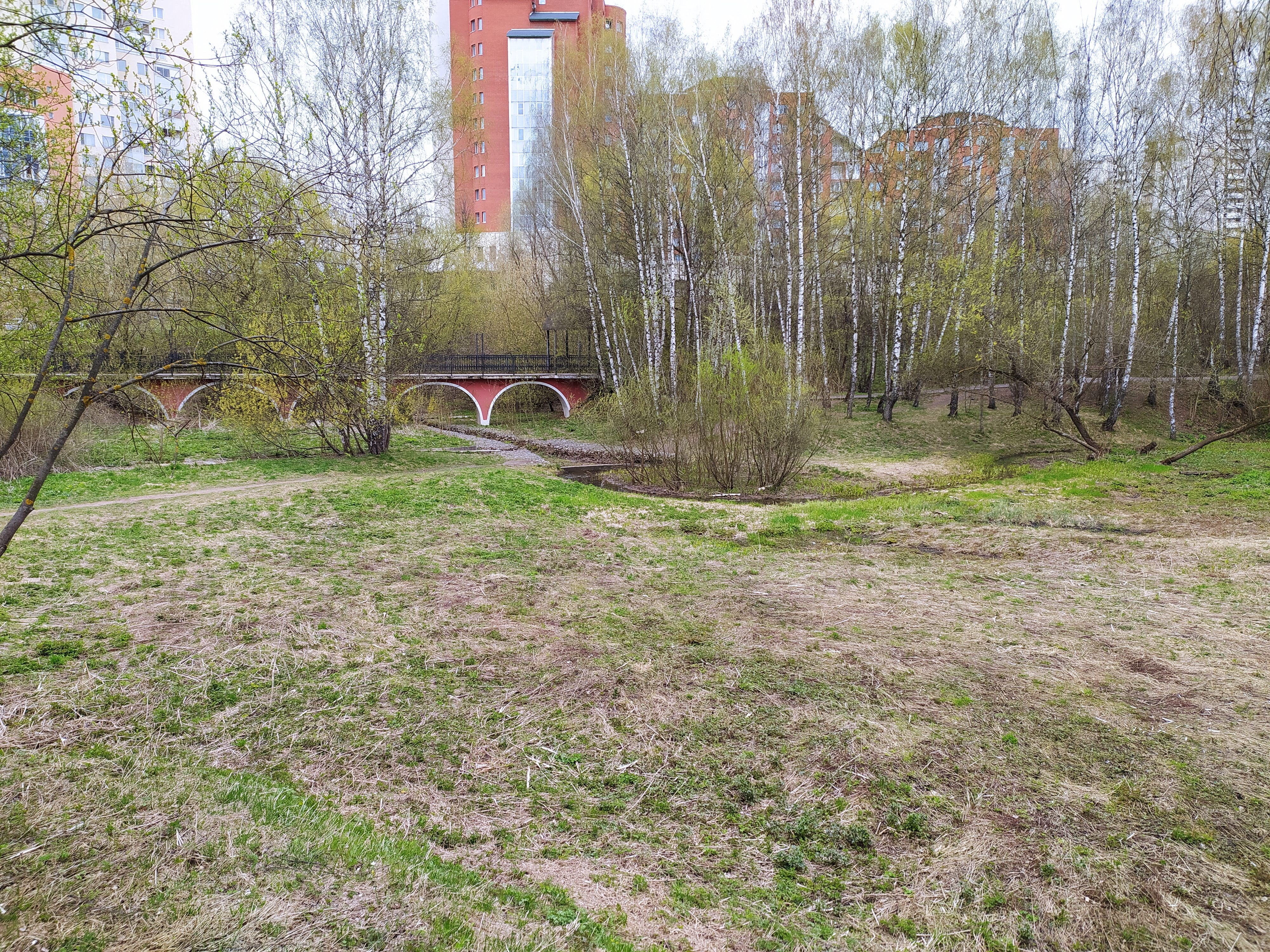
Долина реки Очаковки

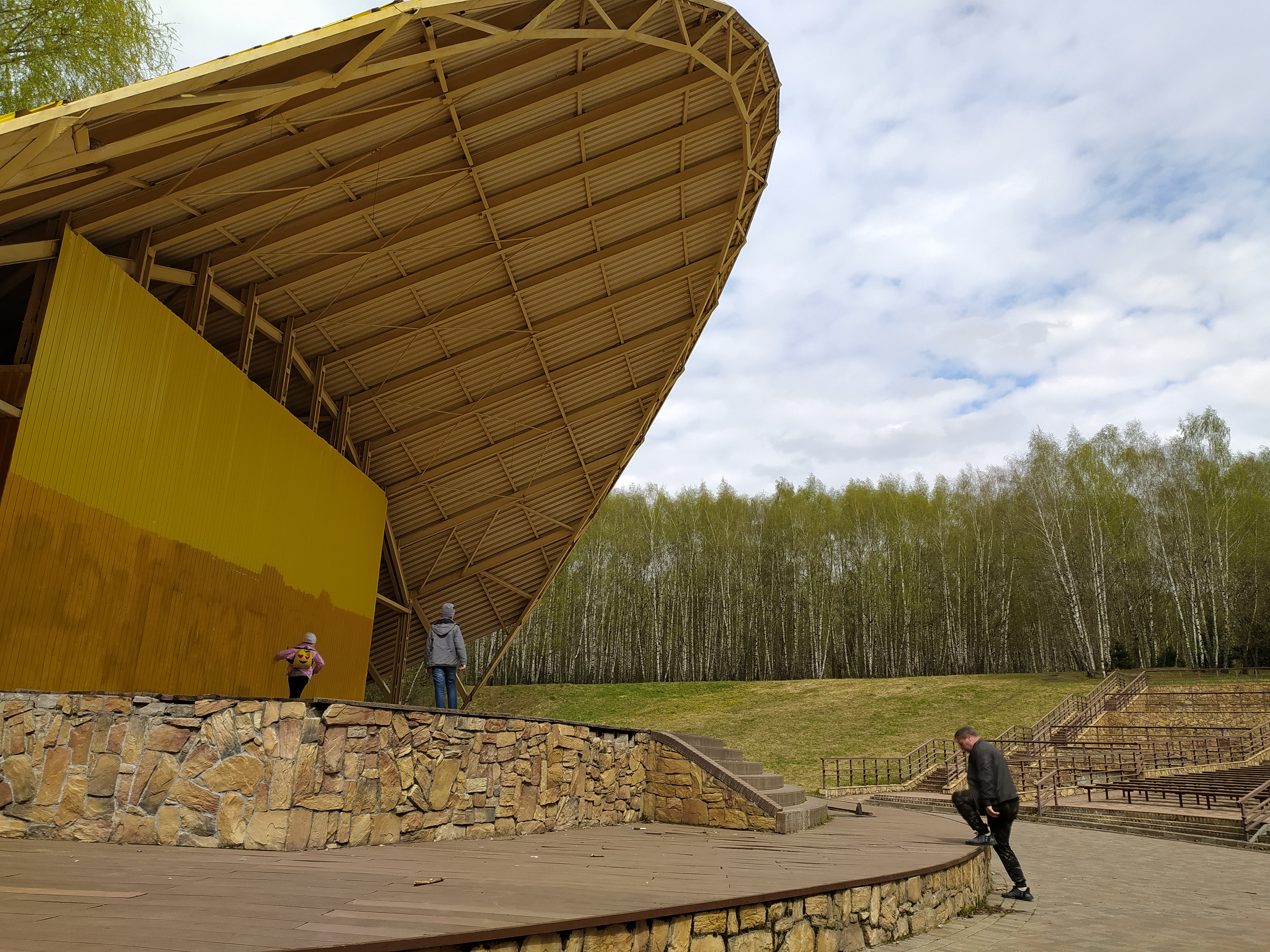
Амфитеатр в зоне отдыха «Тропарёво»

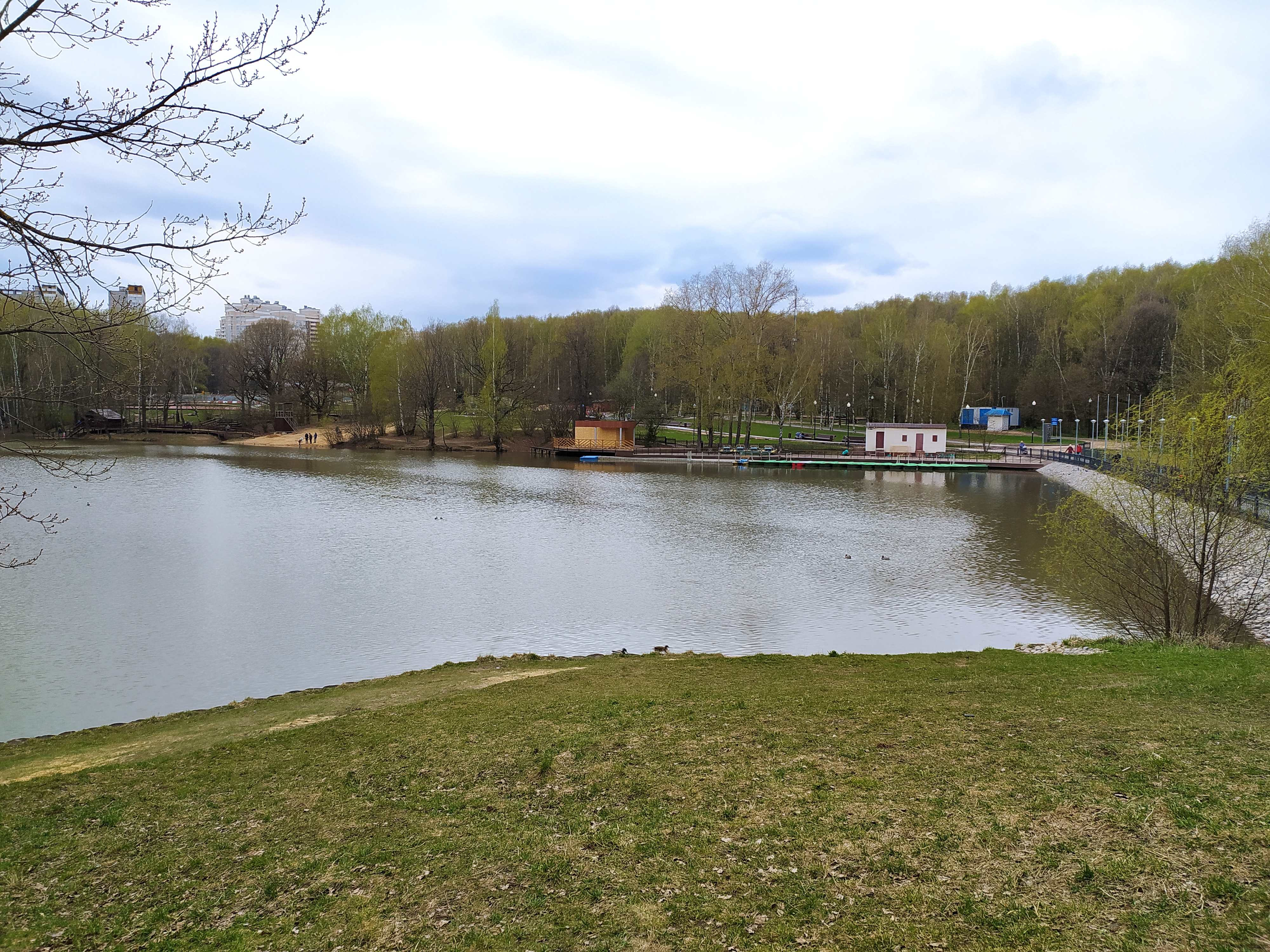
Вид на Теплостанский пруд и зону отдыха «Тропарёво»

Одной из отличительных черт ЛЗ является разнообразие и живописность ландшафтов (хорошо сохранившиеся лесные массивы, луга, водораздельные склоны и речные долины речки Очаковки и её притоков, наличие водоёма с хорошо сохранившимися естественными берегами).
Наличие уникальных для города Москвы заповедных участков:
- суходольные луга площадью 6,9 га;
- речная долина Кукринского ручья;
- дубовые лесные участки (старовозрастные насаждения дубов около 100—120 лет).

Наличие обустроенной зоны отдыха «Тропарёво», которая была организована решением Исполкома Моссовета от 06.10.1978 № 3161.
В настоящее время на территории ландшафтного заказника сохранились, в условиях города, уникальные природные объекты. По Решению Президиума Моссовета № 201 от 17 октября 1991 года «О государственных памятниках природы местного значения в городе Москве» к памятникам природы отнесены:
1. Долина левого притока реки Очаковки в 9-м микрорайоне Теплого Стана, (Приток реки Очаковки).
2. Долина реки Очаковки в Теплом Стане (Долина реки Очаковки).
3. Исток реки Очаковки (Истоки р. Очаковки, ул. Теплый стан).
4. Родник в истоках Кукринского ручья в Коньково (родник Холодный), (Сергиевский родник).

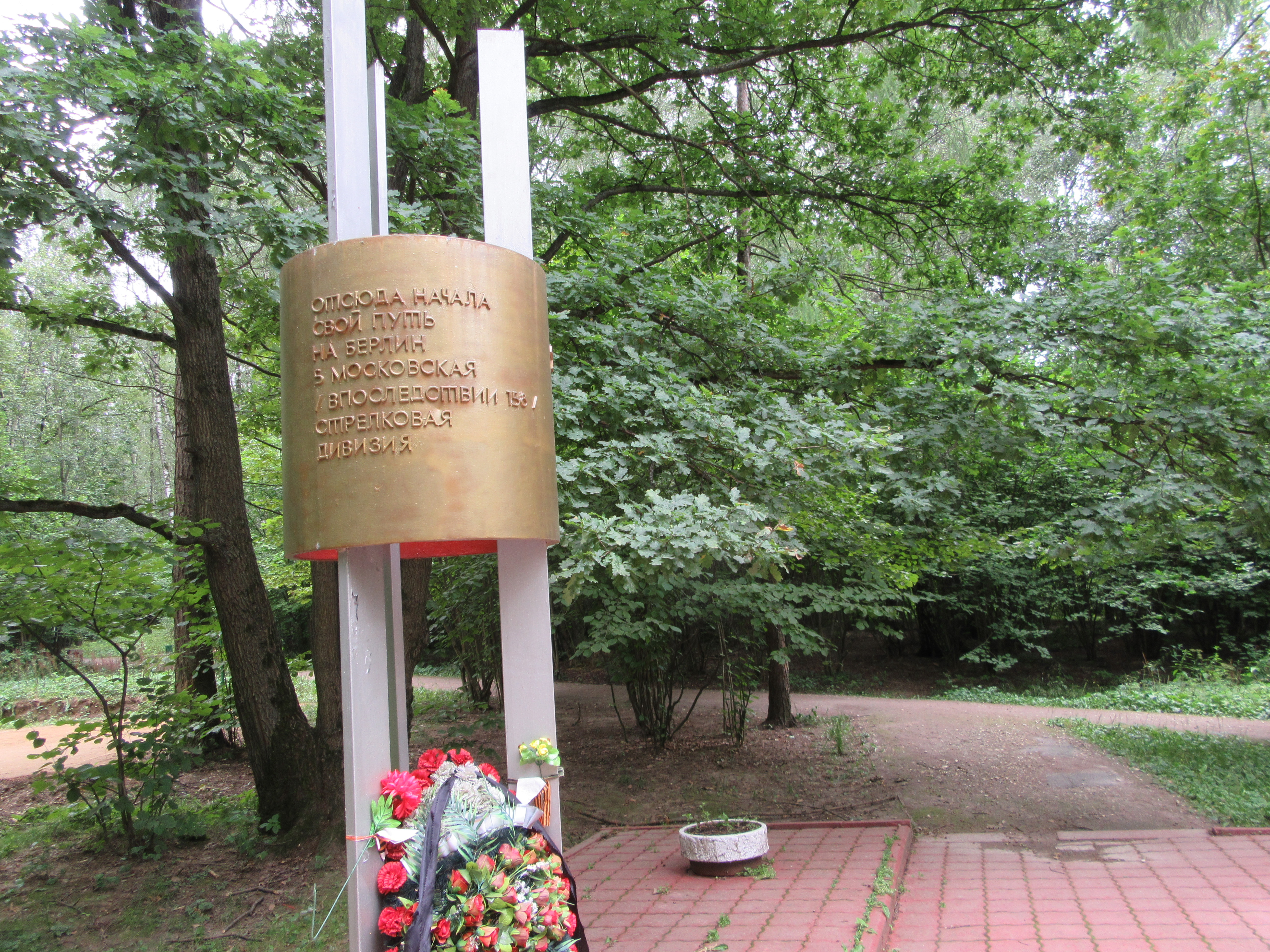
Отсюда начала свой путь на Берлин 5-а Московская стрелковая дивизия(впоследствии 158-я)

В восточной части заказника находятся две группы курганов вятичей X—XIII веков, являющиеся памятниками археологии. К востоку от Большого Тропарёвского пруда располагаются остатки линии Московской зоны обороны. центральное место в которой занимает ДОТ. Возле ДОТа установлен мемориал в честь 5-й Московской стрелковой дивизии, которая начала свой боевой путь от места установки памятного знака(см. рисунок).
Территория ландшафтного заказника, несмотря на изолированность от других природных территорий, имеет большое значение в поддержании общего экологического баланса, как крупный лесной массив обеспечивающий окружающие территории чистым воздухом. Поскольку вся территория является водосбором реки Очаковки приток вод относительно чистый, несмотря на то, что родники подпитываются верховодкой, собирающейся с территорий жилой застройки (район Коньково). В качестве резервата редких видов насекомых значение территории трудно переоценить. Некоторые виды встречаются на территории Москвы только здесь. Лесная растительность, суходольные и пойменные луга обеспечивают достаточное количество биоценозов для существования многих видов растений и животных.

## Флора и фауна
На территории заказника проживает: млекопитающих 10 видов, птиц 53 видов, пресмыкающихся 2 вида, земноводных 6 видов. В Красную книгу города Москвы и в Приложение 1 к ней включены: млекопитающих 4 вида, птиц 19 видов, пресмыкающихся 2 вида, земноводных 5 видов. Совершенно уникальна фауна насекомых, только редких видов, внесенных в Красную книгу города Москвы, отмечается 28 видов. 14 видов внесено в Красную книгу Московской области и в приложение к ней. 2 вида внесены в приложение 3 Красной книги Российской Федерации.
К настоящему времени на рассматриваемой территории отмечены 332 вида сосудистых растений, относящихся к 203 родам и 67 семействам. Ведущая роль принадлежит растениям из семейств Сложноцветные (34 вида или 10 %), Злаки (27 видов или 8 %), и Розоцветные (25 видов или 7,5 %). Довольно значительным числом видов представлены также семейства Бобовые, Лютиковые и Губоцветные. В составе древесных растений — 54 вида, из них 31- деревья, 23 — кустарники. Травянистых растений — 278 видов, около трети из них — лесные, более 40 % — луговые, болотные и околоводные.

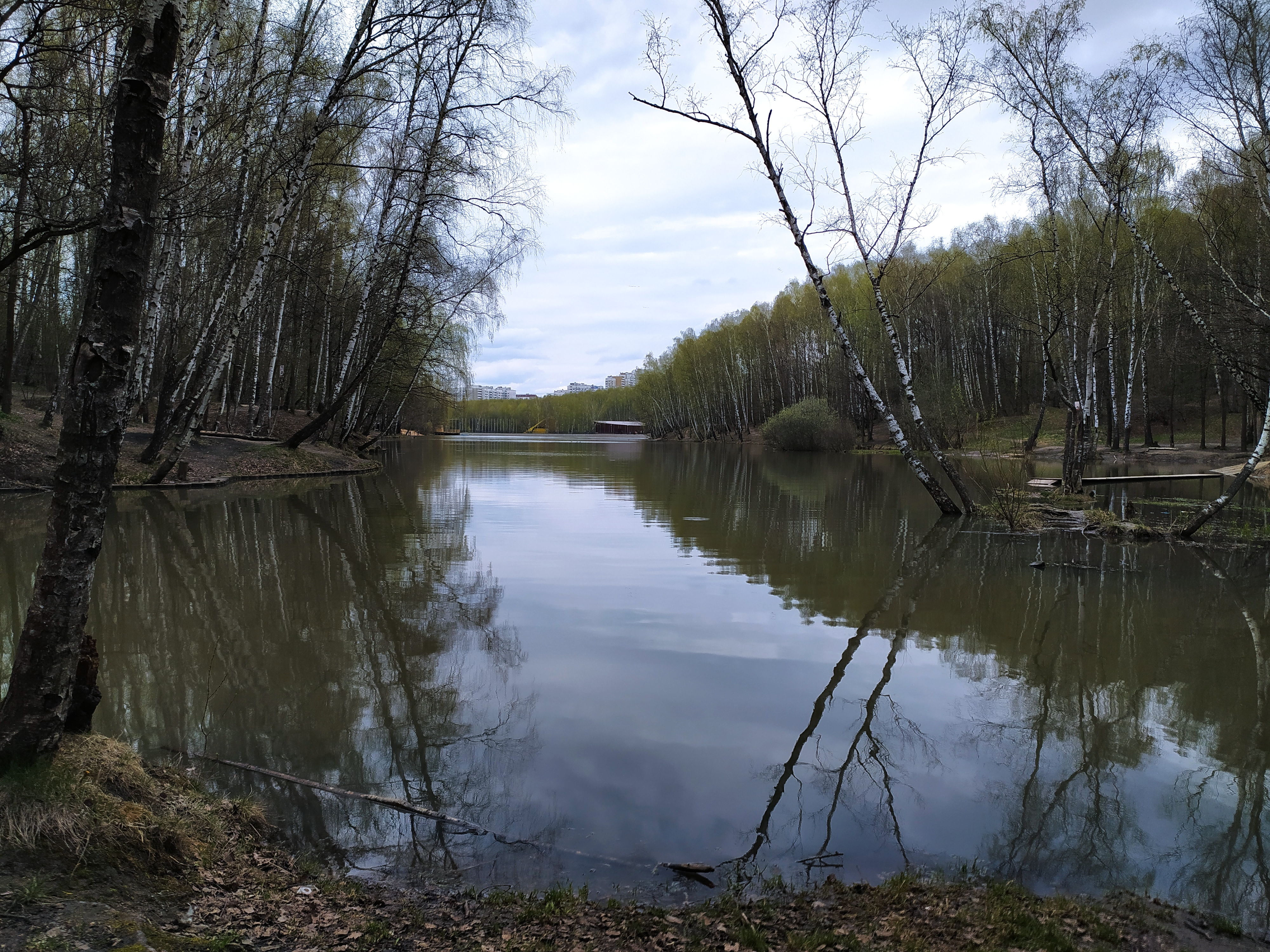
Вид на Теплостанский пруд с его «дикой» стороны.